# Août 1911

## Événements
- 2 août : Harriet Quimby, première femme américaine brevetée pilote (Brevet No 37).
- 9 août  : le Français Félix bat le record d'altitude en avion : 3 190 mètres, sur un « Blériot ».
- 10 août :
  - Royaume-Uni : Parliament Act. Réduction des pouvoirs de la Chambre des lords, qui perd son droit de veto sur les lois de finances. Les membres de la chambre des Communes reçoivent une indemnité.
  - Le Portugais, toile de Braque.
- 14 au 25 août : premier grand raid aux États-Unis. Atwoork relie New York et Saint Louis en onze jours, dont 28 heures et 9 minutes de vol.
- 19 août : accord germano-russe de Potsdam sur un partage d’influence en Perse et sur le chemin de fer de Bagdad.
- 20 août : l'Américain Beachey bat le record d'altitude en avion : 11 642 pieds, sur un « Curtiss ».
- 21 - 25 aout : le 7e congrès mondial d’espéranto a lieu à Anvers.
- 21 août : vol de La Joconde au musée du Louvre à Paris, par Vincenzo Peruggia.
- 24 août, Portugal : Manuel de Arriaga devient le premier présidents de la République.
- 27 août : première traversée de la Manche en avion pour une lettre, symboliquement écrite en Esperanto. Le Français Marc Pourpe effectue ce premier vol « postal ».

## Naissances
- 1er août : Enrico Campagnola, sculpteur et peintre Italien († 27 mars 1984).
- 3 août :
  - Edmond Borocco, homme politique français, riche député de  1979 à 1984. Ami de Jacques Chirac. Résistant de la Seconde Guerre mondiale, compagnon de la Libération (†13 juillet 1990).
  - Jos De Saeger, homme politique belge († 7 avril 1998).
- 6 août : Lucille Ball, actrice, réalisatrice et productrice américaine († 26 avril 1989).
- 8 août : Philippe de Scitivaux, aviateur français de la Seconde Guerre mondiale, compagnon de la Libération († 10 août 1986).
- 10 août : Auguste Marin, poète belge († 24 mai 1940).
- 11 août : Paul Jamin, dessinateur de bandes dessinées et caricaturiste belge († 19 février 1995).
- 12 août :
  - Samuel Fuller, scénariste et réalisateur américain († 30 octobre 1997).
  - Alice Martinez-Richter, peintre française († 7 août 1996).
- 17 août : Mikhaïl Botvinnik, joueur d'échecs russe († 5 mai 1995).
- 25 août : André Leroi-Gourhan, ethnologue, archéologue et historien français († 19 février 1986)
- 28 août : Nérée Arsenault, homme politique fédéral provenant du Québec († 18 janvier 1982).
- 29 août : Pierre-Paul Ulmer, résistant français et compagnon de la libération († 3 juin 1953).

## Décès
- 10 août : Josef Israëls, peintre néerlandais (° 27 janvier 1824).